# Wlewsk (Varmia y Masuria)
Wlewsk [pronunciación en polaco: /vlɛfsk/] es un pueblo ubicado en el distrito administrativo de Gmina Lidzbark, dentro del Condado de Działdowo, Voivodato de Varmia y Masuria, en Polonia del norte. Se encuentra aproximadamente a 4 kilómetros al oeste de Lidzbark, a 28 kilómetros al oeste de Działdowo, y a 76 kilómetros al suroeste de la capital regional Olsztyn.
El pueblo tiene una población de 360 habitantes.